# 오늘의 탐정
《오늘의 탐정》은 KBS 2TV에서 2018년 9월 5일부터 2018년 10월 31일까지 방송된 수목 드라마이다.

## 줄거리
귀신 잡는 탐정과 조수가 의문의 여인과 마주치며 기괴한 사건 속으로 불가사의하게 빠져드는 호러 스릴러 드라마.

## 등장 인물

### 주요 인물
- 최다니엘 : 이다일 역 - 탐정사무소 어퓨굿맨 공동대표
- 박은빈 : 정여울 역 (아역 강민서) - 어퓨굿맨 아르바이트생
- 이지아 : 선우혜 역 (아역 허정은)
- 김원해 : 한상섭 역 - 소장. 어퓨굿맨 공동대표
- 이재균 : 박정대 역 - 소포경찰서 강력팀 신입 형사
- 이주영 : 길채원 역 - 무당 출신의 국과수 부검의
- 신재하 : 김결 역 - 여울의 고등학교 동창
- 채지안 : 정이랑 역 (아역 김민서, 서이수) - 여울의 동생

### 이다일의 주변 인물
- 박주희 : 백다혜 역 - 유앤박로펌의 변호사
- 유수빈 : 강은총 역 - 7년 전, 군부대 비리 사건의 또 다른 피해자

### 소포경찰서 사람들
- 현봉식 : 부사수 역 - 강력팀 박정대의 사수
- 김민상 : 심홍순 역 - 강력팀 반장

### 그 외 인물
- 길해연 : 황영희 역 - 다솜유치원 원장
- 미람 : 이찬미 역 - 다솜유치원 교사
- 양윤희
- 박호산 : 이경우 역 - 이하은의 아버지
- 정현석 : 이경우의 운전기사 역
- 김낙균 : 윤제준 역 - 경찰 역
- 박수민
- 임지영
- 이인아
- 최정현
- 오재윤
- 문기영
- 박용
- 한창민 : 정가람 역
- 신시아 : 이하은 역 - 이경우의 딸
- 이서우 : 송은율 역
- 박봄 : 오세린 역
- 임철형 : 레스토랑 매니저 역
- 최나무 : 김미진 역 - 레스토랑 알바생
- 박시윤 : 선우혜의 동생 역
- 전배수 : 전덕중 역 - 남자간호사
- 예수정 : 이다일의 어머니 역
- 송정우
- 권영경
- 노시홍 : 박수귀신 역
- 김주령 : 길채원의 신엄마 역
- 강우재
- 송현진
- 박유밀
- 신철진
- 박승배
- 윤배영
- 이진목
- 은서라
- 김주영
- 이용이 : 선우혜의 엄마 역
- 차청화 : 한상섭의 아내 역
- 서진원
- 박성균
- 이갑선 : 교도관 역
- 권홍석
- 이다인
- 윤여훈 : 의뢰인 역
- 김오복
- 김지나
- 장서율
- 윤주
- 안수호

## 촬영지
- 탑동 양관
- 서울역사박물관

## 시청률
최저 시청률과 최고 시청률은 시청률 조사회사와 지역별로 시청률에 차이가 있을 수 있습니다.
| 2018년 | 2018년    | 2018년         | 2018년       | 2018년         | 2018년       |
| 회차   | 방송일    | TNmS 시청률    | TNmS 시청률  | AGB 시청률     | AGB 시청률   |
| 회차   | 방송일    | 대한민국(전국) | 서울(수도권) | 대한민국(전국) | 서울(수도권) |
| ------ | --------- | -------------- | ------------ | -------------- | ------------ |
| 제1회  | 9월 5일   | 4.6%           | %            | 3.7%           | %            |
| 제2회  | 9월 5일   | 5.6%           | %            | 4.4%           | %            |
| 제3회  | 9월 6일   | %              | %            | 3.5%           | %            |
| 제4회  | 9월 6일   | %              | %            | 4.0%           | %            |
| 제5회  | 9월 12일  | %              | %            | 3.5%           | %            |
| 제6회  | 9월 12일  | %              | %            | 3.6%           | %            |
| 제7회  | 9월 13일  | %              | %            | 2.0%           | %            |
| 제8회  | 9월 13일  | %              | %            | 2.7%           | %            |
| 제9회  | 9월 19일  | %              | %            | 3.3%           | %            |
| 제10회 | 9월 19일  | %              | %            | 3.8%           | %            |
| 제11회 | 9월 20일  | %              | %            | 3.0%           | %            |
| 제12회 | 9월 20일  | %              | %            | 3.3%           | %            |
| 제13회 | 9월 27일  | %              | %            | 2.6%           | %            |
| 제14회 | 9월 27일  | %              | %            | 2.6%           | %            |
| 제15회 | 10월 3일  | 2.8%           | %            | 2.8%           | %            |
| 제16회 | 10월 3일  | 2.8%           | %            | 2.7%           | %            |
| 제17회 | 10월 4일  | %              | %            | 2.3%           | %            |
| 제18회 | 10월 4일  | %              | %            | 2.2%           | %            |
| 제19회 | 10월 10일 | 3.0%           | %            | 2.3%           | %            |
| 제20회 | 10월 10일 | 3.0%           | %            | 2.2%           | %            |
| 제21회 | 10월 11일 | 2.4%           | %            | 2.0%           | %            |
| 제22회 | 10월 11일 | 2.6%           | %            | 2.2%           | %            |
| 제23회 | 10월 17일 | %              | %            | 2.3%           | %            |
| 제24회 | 10월 17일 | %              | %            | 2.3%           | %            |
| 제25회 | 10월 18일 | %              | %            | 1.8%           | %            |
| 제26회 | 10월 18일 | %              | %            | 2.0%           | %            |
| 제27회 | 10월 24일 | 3.1%           | %            | 2.1%           | %            |
| 제28회 | 10월 24일 | 3.0%           | %            | 2.1%           | %            |
| 제29회 | 10월 25일 | %              | %            | 1.7%           | %            |
| 제30회 | 10월 25일 | %              | %            | 1.9%           | %            |
| 제31회 | 10월 31일 | %              | %            | 2.3%           | %            |
| 제32회 | 10월 31일 | %              | %            | 2.1%           | %            |

## 결방 사유
- 2018년 9월 26일 : 2018 추석특집 옥란면옥 방송으로 인해 결방.

## 동시간대 드라마
- MBC 수목 미니시리즈

《시간》 (2018년 7월 25일 ~ 2018년 9월 20일)
《내 뒤에 테리우스》 (2018년 9월 27일 ~ 2018년 11월 15일)
- SBS 드라마 스페셜

《친애하는 판사님께》 (2018년 7월 25일 ~ 2018년 9월 20일)
《흉부외과 - 심장을 훔친 의사들》 (2018년 9월 27일 ~ 2018년 11월 15일)

## 같이 보기
- 호러 드라마
- 대한민국의 텔레비전 드라마 목록 (ㅇ)
- 2018년 대한민국의 텔레비전 드라마 목록